# Ercole de’ Roberti
Ne doit pas être confondu avec Ercole Grandi.
Pour les articles homonymes, voir Ferrarese et Roberti.
Ercole de’ Roberti (v. 1450 - 1496) (Ercole Ferrarese pour Vasari) est un peintre italien important de l'école de Ferrare qui vécut pendant la Renaissance italienne du Quattrocento.
Michel-Ange jeune, voyant en 1494 ses fresques (aujourd'hui détruites à l'exception d'un fragment) de la chapelle Garganelli dans la basilique San Petronio à Bologne, déclarait que cet ouvrage « valait la moitié de Rome. »

## Biographie

### Formation

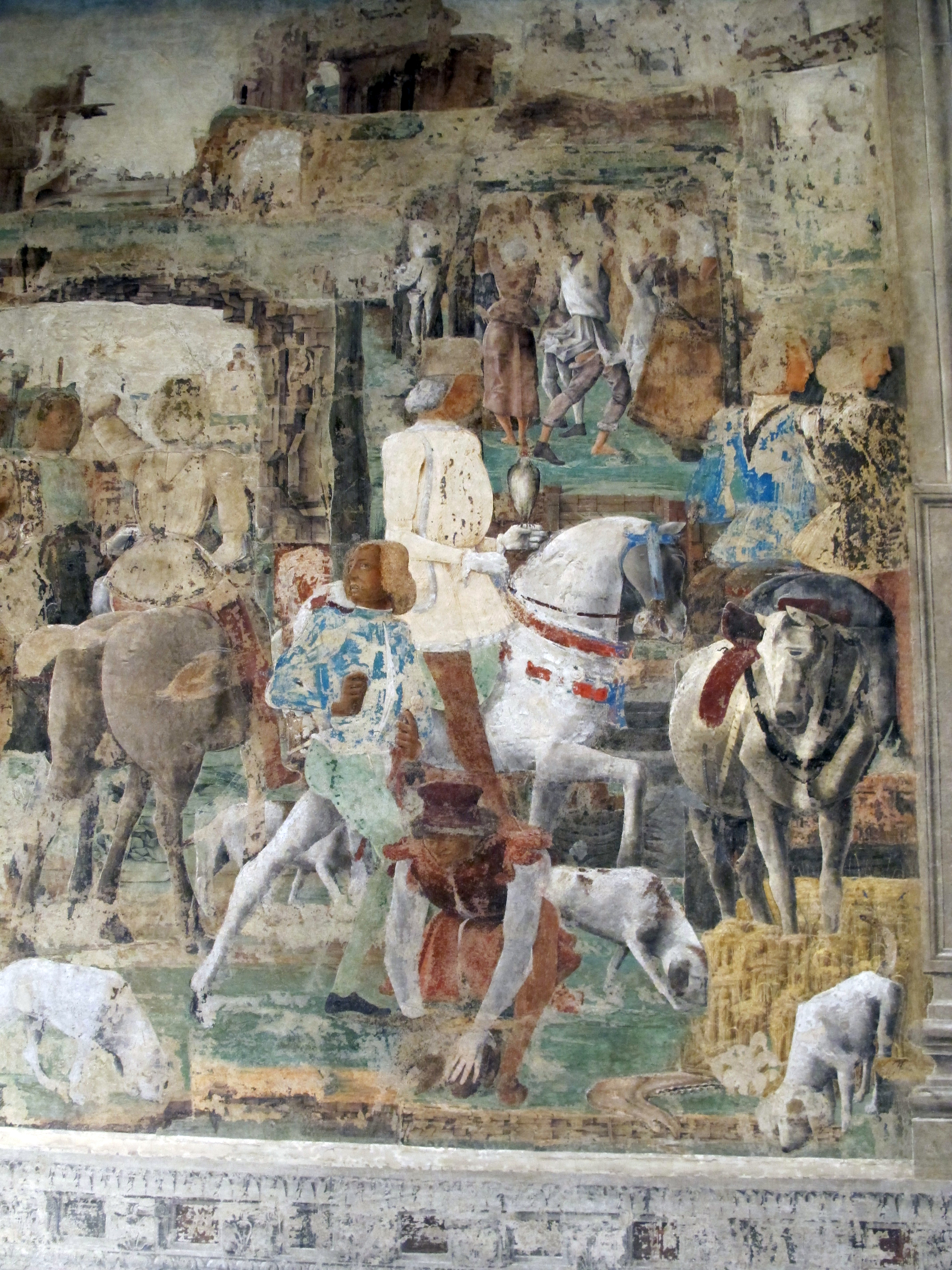
Palazzo schifanoia, salon des mois, Septembre (Ercole de' Roberti), Borso en parade.

Ercole de' Roberti est un apprenti de Gherardo da Vicenza, Francesco del Cossa et Cosmè Tura. Il est, avec eux, l'un des protagonistes de l'école de Ferrare, un groupe d'artistes actifs auprès de la famille Este à Ferrare. En raison d'une erreur de Vasari, le peintre fut longtemps confondu avec Ercole Grandi, également actif à Bologne, mais quelques décennies plus tard.
Adolescent, il travaille sur les fresques du Palazzo Schifanoia, à Ferrare, alors qu'il est âgé d'environ dix-sept ans. Dans le panneau du mois de Septembre, qui lui est attribué, les formes subissent une stylisation géométrique (surtout dans les rochers) et les figures prennent un dynamisme notable, grâce aux contours tendus et anguleux, au point de rendre le tout anti-naturaliste, mais d'une grande violence expressive.

### Bologne

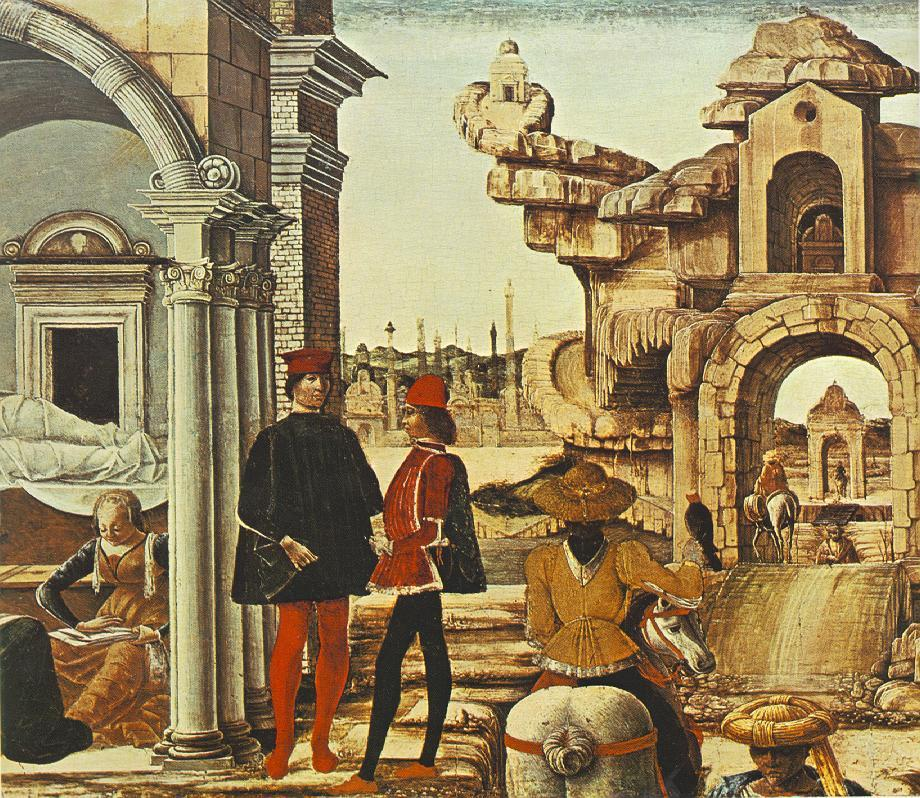
Ercole de' Roberti, détail de la prédelle du polyptyque Griffoni.

En 1470-1472, il accompagne, ou en tout cas rejoint, Francesco del Cossa à Bologne, avec qui il est engagé pour quelques commandes importantes. Dans le polyptyque Griffoni en particulier (1472-1473), il peint les  saints sur les petits piliers (dispersés dans différents musées) et la prédelle avec les histoires de saint Vincent Ferrer (aujourd'hui à la Pinacothèque du Vatican). La prédelle, en particulier, montre une évolution de son style : si les architectures apparaissent organisées plus rationnellement, les contours brisés des personnages, les draperies sont fortement repoussées et les paysages oniriques demeurent, ce qui correspond aux angoisses torturées de l'époque, dans une région, qui à la fin du siècle, vit une crise des idéaux de la Renaissance.
Il travaille, également avec Cossa, sur les fresques perdues de la chapelle Garganelli dans la cathédrale San Pietro de Bologne, achevant le travail après la mort de son collègue en 1478. L'œuvre, qui a eu un impact important sur l'école locale et sur les visiteurs de la ville émilienne, en particulier sur Niccolò dell'Arca et Michel-Ange, a été perdue. Il ne reste que quelques fragments, qui ne suffisent pas à en percevoir le sens iconographique. Selon Vasari, cet ouvrage a nécessité à Ercole douze ans de travail : « sept pour le réaliser à la fresque et cinq pour le retoucher à sec ».
À Bologne, Ercole peint encore les prédelles de retables :
- la Pala de Ravenne (pinacothèque de Brera, Milan) ;
- la Pala de saint Lazare (œuvre détruite à Berlin en 1945).

Son œuvre humaniste, teintée d'ésotérisme, a nourri l'imaginaire du Bolonais Amico Aspertini et du Ferrarais Ludovico Mazzolino, stimulé leur goût pour la magie, le masque, le tragique et le grotesque.

### Peintre de la cour à Ferrare

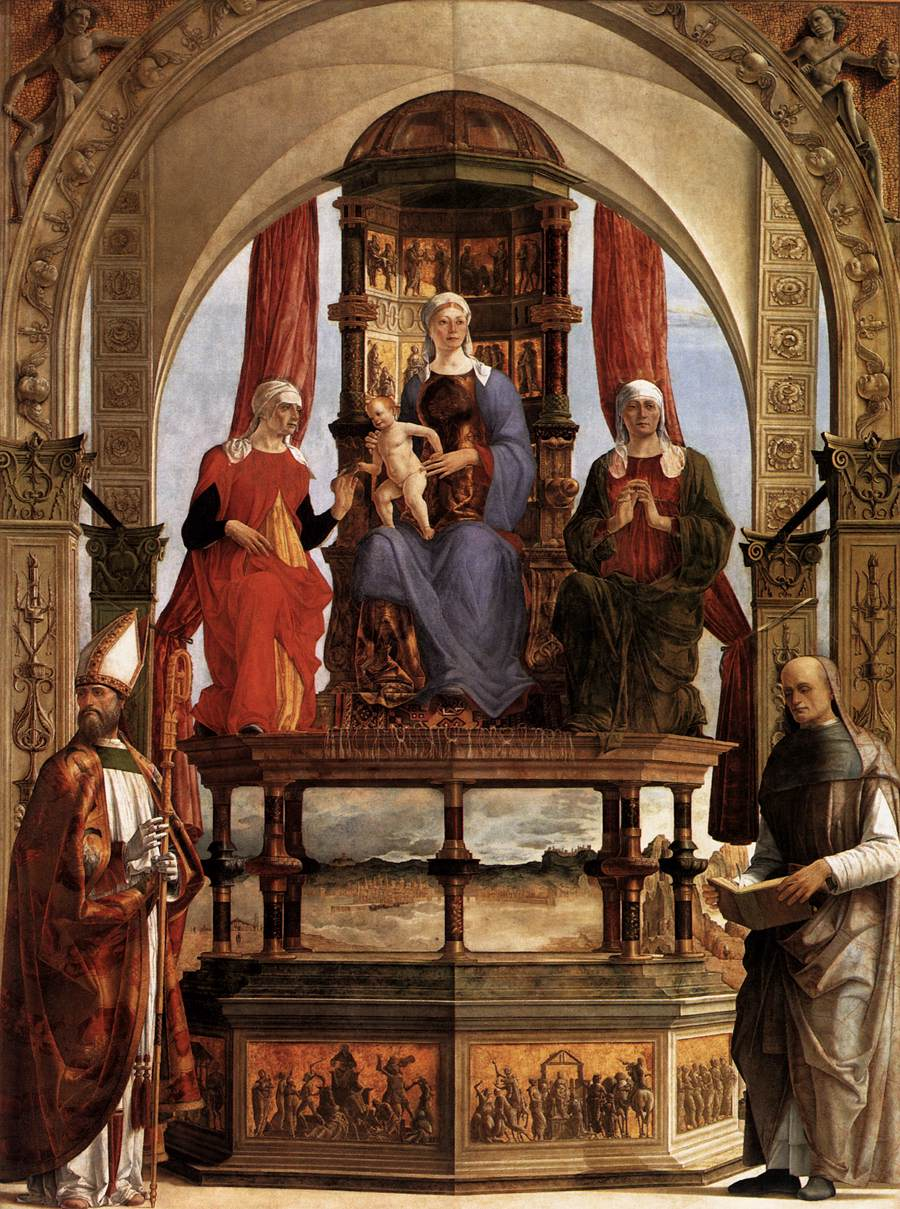
Retable de Santa Maria in Porto.

En 1479, il retourne à Ferrare et ouvre un atelier avec son frère Polidoro et avec l'orfèvre Giovanni di Giuliano da Piacenza. Son style atteint sa maturité avec le retable de Santa Maria in Porto (1479-1481) réalisé pour la basilique Santa Maria in Porto près de Ravenne, où les tensions expressionnistes sont relégués sur des bas-reliefs à la base du trône de la Vierge, alors que le sentiment général réside en une harmonie calme et équilibrée, avec des correspondances symétriques dans les couleurs. Cependant, le tout est également animé par l'architecture vertigineuse du trône, qui laisse place à un panorama ouvert à la base (qui fait allusion à la fondation mythique de l'Église) avec des colonnes où le marbre est rendu avec une grande sensibilité luministe. En 1486, un petit tableau destiné à Éléonore de Naples est documenté, ainsi qu'un autre pour le cardinal Hippolyte Ier d'Este qui s'apprête à partir pour la Hongrie.
Ercole de' Roberti continue à peindre à Ferrare ainsi que dans d'autres villes d'Émilie-Romagne, influençant les artistes locaux. Il devient peintre de cour de la famille Este en 1487, en remplacement de Cosmè Tura, lorsqu'il est inscrit parmi les employés de la cour pour 240 lires marquisiennes par an. Pour les Este, il peint des fresques, des décors pour les réceptions et réalise des projets architecturaux. Le 27 juin 1488, il est documenté comme « Herculi de Roberti pictori » lorsqu'il reçoit douze bras de tissu précieux. En 1489, il décore un pavillon dans le jardin d'Éléonore de Naples et le cabinet du duc Alphonse. Il est envoyé à Venise par la duchesse pour acheter de l'or afin de dorer les coffres de sa fille Isabelle, qui s'apprête à se rendre à Mantoue pour épouser François II. Ercole dirige la construction et la décoration du lit nuptial et part avec pour Mantoue en1490. Le 19 mars de cette même année, il envoie une lettre d'excuses à Isabelle d'Este à la suite de son départ soudain de Mantoue. Le 20 mars, le paiement de ses frais de déplacement est documenté. Le 19 mars 1491, il écrit une lettre au duc Hercule Ier le suppliant de lui payer certains travaux en retard.
En 1492, il décore, avec d'autres artistes, les bâtiments du jardin de la duchesse, dont un oratoire et une « lozeta » secrète, pour lesquels il peint des armoiries, des rosaces dorées et une flèche. En novembre de la même année, il accompagne Alphonse d'Este à Rome, lors d'un voyage de courtoisie pour rendre hommage au nouveau pape Alexandre VI Borgia, dont Alphonse épousera des années plus tard la fille, Lucrezia.
L'année suivante, Ercole travaille sur les cartons de la décoration perdue du « délice  » de Belriguardo, avec une histoire « très belle et grande » et une vue de Naples, pour laquelle il est payé en septembre et novembre. En 1494, les artistes qui suivent Hippolyte, retournent en Hongrie, et Ercole s'occupe de leur paiement pour le compte des Este. Le 24 janvier, il est engagé pour la réalisation d'une Annonciation pour l'église de Santo Spirito.

### Dernières années
Le 11 décembre 1494, il est renvoyé de la cour pour avoir accompagné Alphonse d'Este dans ses « évasions  » nocturnes du château. 
Il meurt à Ferrare entre le 9 mai 1496, date du dernier versement de la chambre ducale, et le 28 mai suivant, jour où la Compagnia della Morte prend en charge les frais de ses funérailles et de son enterrement dans l'église de San Domenico. Sa femme, Lucia de' Fanti, devait être plus jeune, car elle est mentionnée dans un document de 1514. Il avait un fils nommé Geronimo .
Bien qu'ayant produit de nombreuses œuvres, Ercole De' Roberti la fortune du peintre commence immédiatement après sa mort, comme en témoignent de nombreux écrits d'artistes et de critiques de l'époque, tels que Volterrano, Filippo Achillini, Leandro Alberti et Michel-Ange.

## Fresques perdues de la chapelle Garganelli

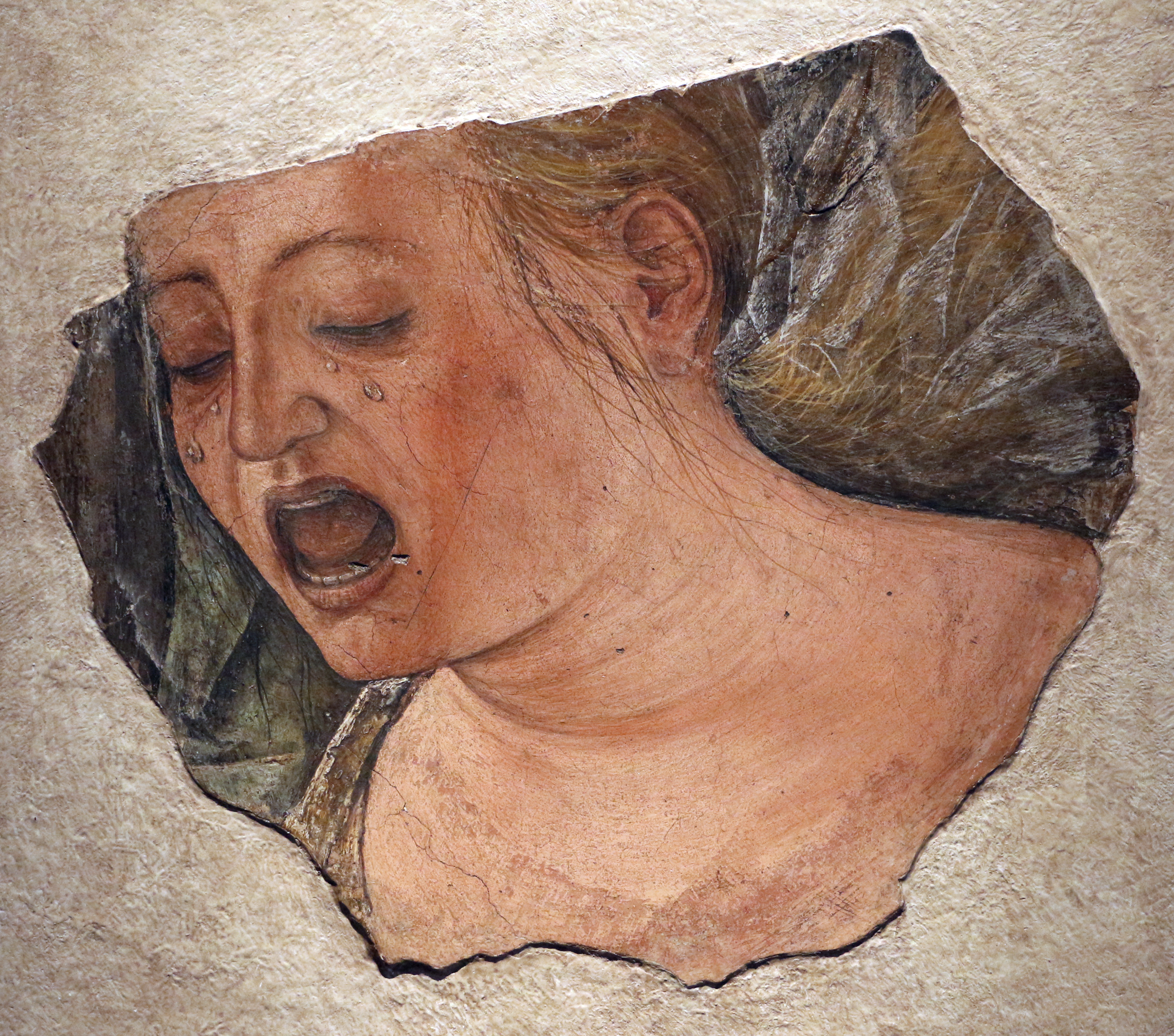
Madeleine en pleurs, fragment des fresques de la chapelle Garganelli (Pinacothèque nationale de Bologne)

Après la mort de Cossa, Ercole de' Roberti prend sa suite, de 1481 à 1485, pour peindre à fresque la chapelle Garganelli (it), dans la basilique San Petronio à Bologne. Selon Roberto Longhi, ces fresques « furent, dans la décennie 1475-1485, l'événement artistique majeur de toute l'Italie » ; déjà Michel-Ange, de passage à Bologne, disait que « la chapelle que vous avez ici est à moitié aussi bonne que Rome ». 
Endommagée lors de travaux d'agrandissement de la nef, la chapelle est démolie à la fin du XVIe siècle. Si certains fragments de fresque ont été découpés et vendus, un seul, représentant Madeleine en pleurs, a été conservé jusqu'à nos jours. 
Le contenu des fresques est toutefois assez bien connu grâce à une description détaillée par Vasari, qui soulignait le naturalisme des figures, ainsi que par des copies des peintures de Roberti réalisées avant la destruction : des copies partielles de la Crucifixion dans la sacristie de la cathédrale San Pietro à Bologne et de la Dormition de la Vierge au Louvre, ainsi qu'une copie plus complète de la Dormition au Ringling Museum de Sarasota,.
Chaque scène mesurait environ 9 mètres de largeur et 7,5 mètres de hauteur, ce qui devait produire un effet d'autant plus grand sur le spectateur que chaque mur était occupé par une seule scène, contrairement à la pratique habituelle des artistes de l'époque.
Dans la Crucifixion, Roberti multiplie les personnages et les événements, retrouvant la violence et l'impact émotionnel de version d'un thème qui, au cours du XVe siècle, avait perdu de son ampleur. De même pour la Dormition, l'artiste choisit une mise en scène d'une monumentalité sans précédent.

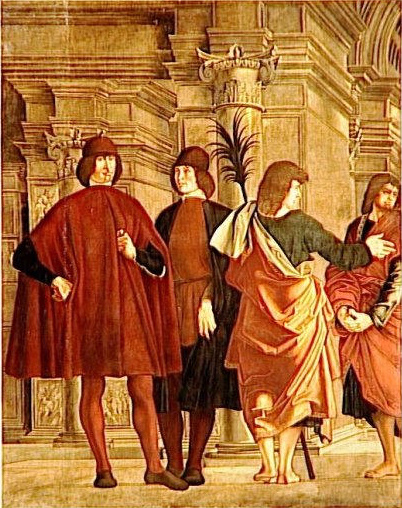
Détail d'une fresque de la Dormition de la Vierge (copie du Louvre).

## Œuvres
- Saint Jérôme dans le désert, v. 1470, tempera sur panneau, 34 × 22 cm, J-Paul Getty Museum
- Saint Michel et sainte Apolline, 1473, 26 cm chacun, Paris, musée du Louvre
- Madonna e Santi, 323 cm × 240 cm, Milan, pinacothèque de Brera
- Ritratto di Giovanni II Bentivoglio, 54 cm × 28 cm, Washington, National Gallery of Art, collection Kress
- Madonna col Bambino, 35,8 cm × 36,6 cm, Chicago, Art Institute of Chicago
- San Giovanni Battista, 54 cm × 20 cm, Berlin, Dahlem, musées nationaux de Berlin
- Pietà, partie gauche de prédelle d'un retable, 33 × 30 cm, Liverpool, Walker Art Gallery
- Raccolta della manna, 29 cm × 63,5 cm, Londres, National Gallery
- Adorazione dei pastori, 17,8 cm × 13,5 cm, Londres, National Gallery
- Pietà coi Santi Francesco e Girolamo, 17,8 cm × 13,5 cm, Londres, National Gallery
- Ultima Cena, 30 cm × 21 cm, Londres, National Gallery
- Polyptyque Griffoni, v. 1473
  - Pilastres latéraux, trois petits panneaux dans la Collection Vittorio Cini, Venise[14] :
    - Sainte Catherine d'Alexandrie, 26 × 9 cm
    - Saint Jérôme, 26 × 9 cm
    - Saint Georges, 26,3 × 9,3 cm

  - Prédelle :
    - Miracles de saint Vincent Ferrier, fragment de la prédelle, Pinacothèque vaticane

Prédelle de la chapelle Griffoni, basilique San Petronio à Bologne

- Portrait de Giovanni II Bentivoglio, 1475, 64 × 49,5 cm, Bologne, Università. Cité en 2001 à National Gallery of Art de Washington[15].
- Retable de Santa Maria in Porto, 1479-1481, 323 x 240 cm, Milan, Pinacothèque de Brera.
- Palazzo Schifanoia, Ferrare, v. 1476 :
  - La fucina di Vulcano,
  - Mars et la Nymphe Ilia, salon des Mois[16]
- L'Expédition des Argonautes, v. 1480-1490, Padoue, Musei Civici di Padova